# ABN AMRO World Tennis Tournament 2019
ABN AMRO World Tennis Tournament 2019 — тенісний турнір, що проходив на кортах з твердим покриттям у місті Роттердам, Нідерланди з 11 лютого. Належав до категорії ATP Tour 500, був турніром серії Rotterdam Open 2019 року.

## Фінальна частина

### Одиночний розряд
Гаель Монфіс —  Стен Вавринка 6–3, 1–6, 6–2

### Парний розряд
Жеремі Шарді /  Генрі Контінен —  Жан-Жульєн Роєр /  Горія Текеу 7–6(7–5), 7–6(7–4)